# Epsilon Eridani b
Epsilon Eridani b je extrasolární planetou obíhající kolem hvězdy Epsilon Eridani v souhvězdí Eridanu.
Dráha planety je výrazně excentrická. Vzhledem k jejím rozměrům se předpokládá možnost pozorování Hubblovým teleskopem v prosinci roku 2007, kdy se bude planeta nacházet na své oběžné dráze nejdál od mateřské hvězdy.
V systému hvězdy Epsilon Eridani se nachází také druhá objevená planeta Epsilon Eridani c objevená v roce 2002.